# Dysschema mariane
Dysschema mariane là một loài bướm đêm thuộc phân họ Arctiinae, họ Erebidae.